# Интерьер. Кожаный бар.
«Интерье́р. Ко́жаный бар.» (англ. Interior. Leather Bar.) — документальный фильм 2013 года режиссёра и актёра Джеймса Франко. В картине сделана попытка художественного воссоздания сорока минут удалённых и потерянных кадров сексуального характера из спорного фильма «Разыскивающий» с Аль Пачино в главной роли, снятого в 1980 году и осуждённого ещё до выхода в прокат учёными, кинокритиками и артистами всех мастей. Прошла треть века, и новый фильм стал своеобразным индикатором того, как изменились времена.

## Сюжет
Точкой отправления картины являются сорок минут киноплёнки, вырезанные режиссёром Уильямом Фридкиным из своего фильма 1980 года «Разыскивающий» с Аль Пачино, для того чтобы избежать присвоения прокатного рейтинга X. Джеймс Франко и Трэвис Мэтьюс, вдохновлённые тем, что они назвали мифологией фильма, задались целью переосмыслить этот вырезанный материал. Они воссоздали номинально потерянные кадры, воспроизвели рабочие совещания на местах съёмок, а также сами фабулы эпизодов фильма с помощью актёра Вэла Лорена, играющего Аль Пачино не как такового, а скорее его характер, то есть полицейского, расследующего жестокие убийства геев — завсегдатаев кожаных баров БДСМ в центре Нью-Йорка. Результатом всего этого стали увлекательная динамика взаимодействия знаменитости и режиссёра, дилемма, с которой сталкиваются актёры, пытающиеся примириться с идеей участия в откровенных сексуальных ситуациях, понятие о смелых творческих поисках и кинематографическом выражении сексуального любопытства, а также рассмотрение распространённых клише и исследование гомофобных механизмов Голливуда.

## Производство и показы
Режиссёр-гей из Сан-Франциско Трэвис Мэтьюс — автор известного фильма «Я хочу твоей любви» — в 2012 году предложил актёру Джеймсу Франко сотрудничать в проекте документального фильма о фильме. Франко заинтересовался этим предложением, узнав, что кадры были вырезаны в угоду рейтинговой системе Американской ассоциации кинокомпаний, и захотел переосмыслить потерянное, не слишком афишируя свой интерес. Кастинг проходил в нескольких студиях, в том числе в Лос-Анджелесе, и на главную роль был выбран актёр Вэл Лорен, имевший некоторое сходство с Аль Пачино. Сами съёмки фильма заняли два дня, а производство — два месяца, во время которых Мэтьюс принимал непосредственное участие в монтаже, работая у себя дома, в результате чего получился фильм длиной в шестьдесят минут. По своей идее проект перекликался с экспериментальным фильмом того же Франко «Воспоминания об Айдахо», сделанном из обрезков, выброшенных во время съёмок «Мой личный штат Айдахо» режиссёром Гасом Ван Сентом.
Премьера фильма состоялась 19 января 2013 года 29-м кинофестивале «Сандэнс», после чего состоялись показы на 63-м Берлинском кинофестивале, Роттердамском кинофестивале, и Портлендском кинофестивале.

## Критика
Кажется, существует разрыв между поколениями. Большинство парней в возрасте тридцати лет или младше в полном восторге от убийственного и гомофобного содержания — и это очень странно. Но для пожилых мужчин фильм по-прежнему вызывает лишь отрицательные эмоции. Наш персонаж, которого играет Вэл Лорен, находится в состоянии постоянного волнения и растерянности. Мы хотели, чтобы аудитория окунулась в такое же состояние.
Трэвис Мэтьюс о старом и новом фильмах
Манола Даргис из «The New York Times» сделала вывод, что «в определённой степени „Интерьер. Кожаный бар.“ является ответом — пытливым и серьёзным, игривым и дразнящим — на мейнстримизацию гомосексуальности в США. Сколько бы ни было достигнуто за время, прошедшее со Стоунволлских бунтов и до борьбы за однополые браки, стоит — как Франко и Мэтьюс — задаться вопросом: что было утрачено? Фридкин однажды заглянул внутрь кожаных баров, и увиденное, возможно, напугало его. Но люди в этих барах принадлежали к определённо самодостаточной и динамичной страте, которая рискует утратить часть своей сущности. Возможно, предполагают Франко и Мэтьюс, границы в последнее время стали настолько размытыми, что разделение на геев и гетеросексуалов больше не является актуальным». Джон Дефор из «The Hollywood Reporter» отметил, что, хоть «Интерьер. Кожаный бар.» наверняка «возбудит некоторых зрителей, его наиболее захватывающей темой не является исследование вопроса, смогут ли гетеросексуальные парни спокойно наблюдать за тем, как мужчины ублажают друг друга. Что делает этот проект искусством, а не порнографией — разве только участие кинозвезды? Головокружительный замысел? Похоже, этот вопрос, скорее, относится к власти, нежели к сексу. Почти все актёры, в том числе те, которым очень неудобно в материале, говорят, что они участвуют в этом дешёвом, однодневном проекте лишь за возможность работать с Джеймсом Франко. Мучает ли знаменитого актёра совесть, когда он своими художественными исканиями (а зачастую и просто капризами) заставляет других терпеть физические и нравственные муки? Или, может, эти закулисные эксцессы уже были прописаны в сценарии, как можно заключить по некоторым кадрам?»
Шери Линден из «The Los Angeles Times» отметила, что «кажущаяся бессмысленность фильма является то ли шуткой, то ли неудачей. Непреднамеренные отступления, делая фильм в равной мере интригующим и дискомфортным, временами заставляют зрителя серьёзно задуматься». Дэвид Льюис из «San Francisco Chronicle» сказал, что «Интерьер. Кожаный бар.» является «своеобразным кубиком Рубика, интригующей, слоистой головоломкой, которую нелегко решить», так как «бо́льшая часть этого хоть и странного, но более-менее смотрибельного фильма посвящена экзистенциальным вопросам производства картины» и «возможно, в будущем, кто-то возьмёт реванш и переосмыслит новые сорок минут „потерянных кадров“ от фильма „Интерьер. Кожаный бар.“. Это действительно стало бы веселой головоломкой».
Мэтт Золлер Сейтц на сайте известного критика Роджера Эберта сказал: «…нетрудно заметить, что в фильме не затрачено много экранного времени на воссоздание потерянных кадров из „Разыскивающего“. Фильм в основном состоит из разговоров, прерывающихся сценами случайного флирта или секса между мужчинами в шипованной коже» и «даже если все действия, схваченные режиссёром, были действительно спонтанными, это всё равно вызвало бы недоверие, так как почти каждый там является профессиональным актёром». Далее Сейтц задаёт уже прозвучавший ранее вопрос и сам же на него отвечает: «Так что же вы смотрите на самом деле? Является ли фильм приманкой? Наверное. Фильм доставляет удовольствие мыслью о том, что никто бы не ввязался в него, если бы не возможность работать с Джеймсом Франко и, возможно, участие в сексуальной сцене с Джеймсом Франко (хотя таких сцен в фильме и нет, расслабьтесь!)». Фильм «заставляет зрителей думать о том, что означает „нормальность“», так как обычные кинозрители и кинокритики «будут идентифицировать себя, скорее, с хоббитами, космическими контрабандистами и перемещёнными криптонианцами, но только не с геями!..» В результате всего этого, «даже когда Франко говорит о своём желании как свободного киномана освободиться от своих психосексуальных цепей — как будто он красивая кинозвезда, такой эквивалент Лоуренса Аравийского или парня из „Аватара“, такой мессия-освободитель, помогающий бессильной нации гомосексуалов тронуть сердца и умы — фильм-то работает! Это самоосознание и самоуничижение. „Разыскивающий“ является сафари, и этот фильм тоже является сафари. Его незваный экскурсовод пытается убедить туземцев, что он один из них».